# Mrákotín (okres Jihlava)
Mrákotín (německy Mrakotin) je městys v okrese Jihlava v Kraji Vysočina. Rozkládá se na rozhraní Javořické a Křižanovské vrchoviny v nadmořské výšce 545 metrů, přibližně 6 kilometrů západně od Telče. Žije zde 868 obyvatel. Součástí městyse jsou kromě vlastního Mrákotína (katastrální území Mrákotín u Telče) také vesnice Dobrá Voda (k. ú. Mrákotín u Telče) a Praskolesy (k. ú. Praskolesy u Mrákotína).

## Název
Jméno vesnice bylo odvozeno od osobního jména Mrákota (nedaleko se nachází Sumrakov odvozený od osobního jména Súmrak s podobnou motivací) a znamenalo "Mrákotův majetek". Podoba jména v písemných pramenech: Mracotin (1385), Mrakotyn (1399), z Mrakotina (1662), Mrakotin (1678, 1718, 1720, 1751, 1846), Mrakotin a Mrakotín (1872), Mrákotín (1881), Mrakotin a Mrákotín (1890), Mrákotín (1924).

## Historie
První zmínka o Mrákotínu (jako „villa Mracotin“) pochází z roku 1385, kdy patřil nedalekému hradu Štamberku. Později se se štamberským zbožím stal součástí telčského panství, kam příslušel až do 19. století. Jako městečko je poprvé připomínán v roce 1569. Od roku 1869 sem přísluší vesnice Dobrá Voda. V únoru 1893 tu byl založen sbor dobrovolných hasičů, zakládajícími členy byli řídící učitel František Šimek, poštmistr Karel Vyhlídal, obchodník Ján Vyhlídal, sedlář František Bláha, obchodník Cyril Bláha a tehdejší starosta Karel Budek. V roce 2013 měl 53 členů.
Od roku 1950 jsou administrativní součástí Mrákotína Praskolesy. Status městyse byl obci navrácen 23. ledna 2007.
Sídlem farnosti je Mrákotín už od středověku, farní kostel svatého Jiljí je uváděn poprvé v roce 1398. Do současné mrákotínské farnosti spadá úplně nebo částečně šest okolních obcí.

### Těžba žuly
V místě a okolí má již od poloviny 19. století velkou tradici kamenoprůmysl, konkrétně těžba a zpracování žuly. Z Mrákotína pochází monolit, umístěný v roce 1923 na třetím nádvoří Pražského hradu, a také kašna v zahradách pod hradem.

## Přírodní poměry

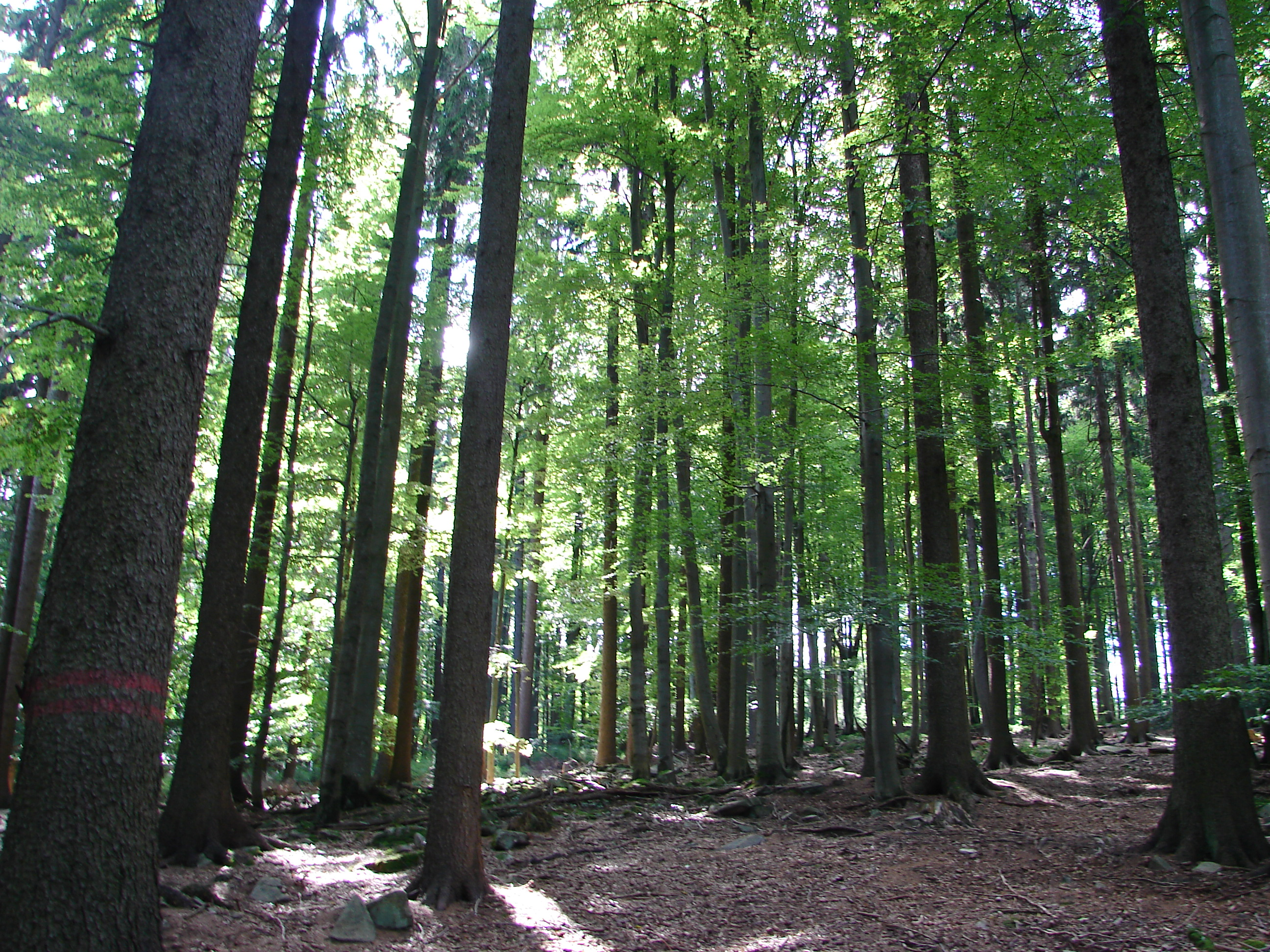
Přírodní památka Horní Nekolov

Mrákotín leží v okrese Jihlava v Kraji Vysočina. Nachází se 4 km jižně od Řásné, 7 km západně od Telče a 3,5 km týmž směrem od Krahulčí, 6 km severně od Mysletic a 7 km východně od Studené. Geomorfologicky je oblast součástí Česko-moravské subprovincie, konkrétně Křižanovské vrchoviny a jejího podcelku Brtnická vrchovina, v jejíž rámci spadá pod geomorfologický okrsek Třešťská pahorkatina. Průměrná nadmořská výška činí 545 metrů. Nejvyšší bod, Javořice (837 m n. m.), leží v severní části katastru, kde se nachází také Široký kámen (773 m n. m.) a Skalka (686 m n. m.).

Mrákotín s kostelem sv. Jiljí, v pozadí vrch Javořice

Městysem protéká potok Myslůvka, do níž se zprava v obci vlévá Světelský potok a jižněji pak zleva Částkovický potok a na hranici katastru pak zleva bezejmenný potok, který tvoří jihovýchodní hranici. Na území Mrákotína se rozkládá řada rybníků. Na Myslůvce jsou to ze severu Horní Mrzatec, Dolní Mrzatec a Hamerský rybník, který tvoří jižní hranici katastru. Na Světelském potoce pak pod Mrákotínem leží rybník Řibřid. Část území evropsky významné lokality Horní Mrzatec zasahuje i do katastru Mrákotína. Dále se tu rozkládá přírodní památka Horní Nekolov, který je chráněn pro zachování jednoho z posledních nejvýše položených bukových porostů se smrkem a vtroušeným klenem v Jihlavských vrších.

## Obyvatelstvo
Podle sčítání 1930 zde žilo v 191 domech 942 obyvatel. 941 obyvatel se hlásilo k československé národnosti. Žilo zde 903 římských katolíků, 23 evangelíků a 1 příslušník Církve československé husitské.
| Rok            | 1869 | 1880  | 1890  | 1900  | 1910  | 1921  | 1930  | 1950 | 1961  | 1970 | 1980  | 1991 | 2001 | 2011 | 2021 |
| -------------- | ---- | ----- | ----- | ----- | ----- | ----- | ----- | ---- | ----- | ---- | ----- | ---- | ---- | ---- | ---- |
| Počet obyvatel | 933  | 1 022 | 1 116 | 1 129 | 1 183 | 1 145 | 1 126 | 994  | 1 055 | 949  | 1 007 | 929  | 925  | 843  | 846  |
| Počet domů     | 117  | 147   | 149   | 157   | 181   | 190   | 229   | 268  | 261   | 252  | 258   | 301  | 323  | 329  | 347  |

| Rok            | 1869 | 1880 | 1890 | 1900 | 1910 | 1921 | 1930 | 1950 | 1961 | 1970 | 1980 | 1991 | 2001 | 2011 | 2021 |
| -------------- | ---- | ---- | ---- | ---- | ---- | ---- | ---- | ---- | ---- | ---- | ---- | ---- | ---- | ---- | ---- |
| Počet obyvatel | 734  | 784  | 887  | 904  | 981  | 935  | 942  | 845  | 923  | 828  | 898  | 843  | 847  | 757  | 766  |
| Počet domů     | 85   | 113  | 113  | 121  | 144  | 152  | 191  | 232  | —    | 219  | 228  | 267  | 283  | 289  | 306  |

## Správa a politika

### Místní části, členství ve sdruženích
Městys se člení na 3 místní části – Dobrá Voda, Mrákotín a Praskolesy, má dvě katastrální území (pojmenované „Mrákotín u Telče“ a „Praskolesy u Mrákotína“) a čtyři základní sídelní jednotky – Dobrá Voda, Hamry (obě na katastrální území Mrákotín u Telče), Mrákotín a Praskolesy.
Mrákotín je členem Mikroregionu Telčsko a místní akční skupiny Mikroregionu Telčsko.

### Zastupitelstvo a starosta
Městys má patnáctičlenné zastupitelstvo, v čele rady stojí starosta Miroslav Požár.
| Období     | Voliči | Účast v % | Mandáty | Výsledky                                        | Starosta       |
| ---------- | ------ | --------- | ------- | ----------------------------------------------- | -------------- |
| 1990–1994  | 674    | 89,17     | 15      | 5 OF 4 ČSL 4 KSČ 2 ČSS                          | Eva Svobodová  |
| 1994–1998  | 690    | 86,96     | 15      | 7 SNK obce Mrákotín 5 KSČM 3 KDU-ČSL            | Eva Svobodová  |
| 1998–2002  | 716    | 75,28     | 15      | 7 SNK obce Mrákotín 4 KDU-ČSL 4 KSČM            | Miroslav Požár |
| 2002–2006  | 731    | 69,36     | 15      | 7 SNK obce Mrákotín 4 KDU-ČSL 4 KSČM            | Miroslav Požár |
| 2006–2010  | 738    | 58,40     | 15      | 10 SNK obce Mrákotín 5 KSČM                     | Miroslav Požár |
| 2010–2014  | 727    | 61,62     | 15      | 7 SNK městyse Mrákotín 4 KDU-ČSL 4 KSČM         | Miroslav Požár |
| 2014–2018  | 724    | 53,59     | 15      | 8 SNK městyse Mrákotín 4 PRO MRÁKOTÍN 3 KDU-ČSL | Miroslav Požár |
| 2018–2022  | 719    | 54,38     | 15      | 9 SNK městyse Mrákotín 6 PRO MRÁKOTÍN           | Miroslav Požár |
| 2022–dosud | 699    | 60,37     | 15      | 7 SNK městyse Mrákotín 4 PRO MRÁKOTÍN 4 SOUSEDÉ | Miroslav Požár |

### Znak a vlajka
Právo užívat vlajku bylo městysi uděleno rozhodnutím Poslanecké sněmovny Parlamentu České republiky dne 18. června 2003. Vlajka: List tvoří tři vodorovné pruhy, červený, modrý a červený, v poměru 1:2:1. V modrém pruhu žlutá růže s červeným semeníkem a zelenými kališními lístky a dva bílé klíny, žerďový a vlající, každý s vrcholem v třetině délky listu. Poměr šířky k délce listu je 2:3.

## Hospodářství a doprava

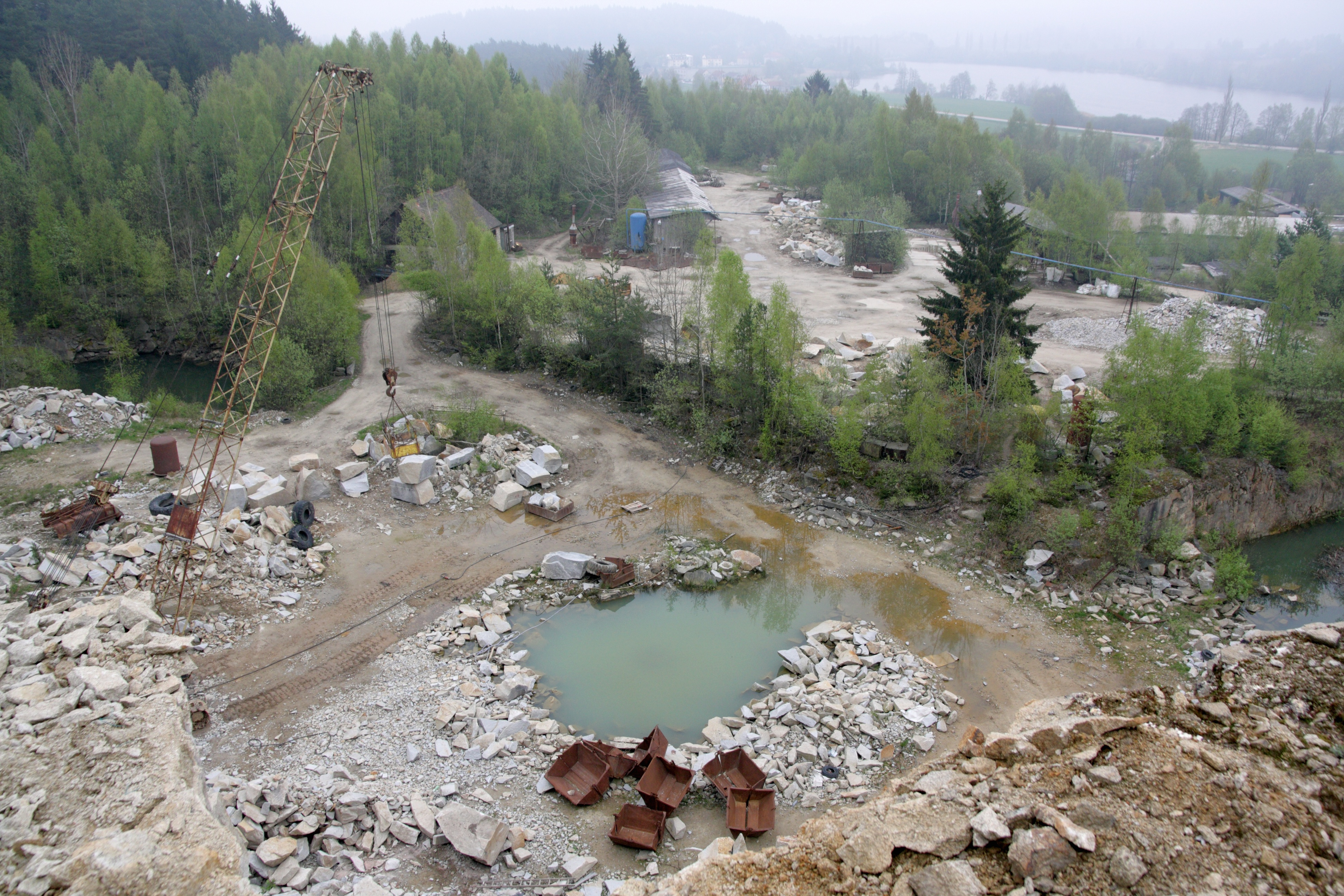
Mrákotínské žulové lomy

V obci sídlí firmy NAGUPIT s. r. o., Lesní družstvo Borovná, KAVEX – GRANIT HOLDING a.s., Agrika tour Telč, k.s., ubytovací zařízení Modrá kotva s.r.o., , DM Audit s.r.o., MSD group s.r.o., Kolempo s.r.o., kamenolom Granit Zedníček s.r.o., prodejna potravin a drogerie TUTY a Penzion Čejkovna.
Obcí prochází silnice I. třídy č. 23 ze Studené do Telče, komunikace III. třídy č. 11260 do Lhotky, č. 11261 do Částkovic, č. 40614 do Olší a č. 40616 do Praskoles. Dopravní obslužnost zajišťují dopravci ICOM transport, ČSAD Jindřichův Hradec, Josef Štefl - tour, Tourbus, TRADO-BUS, Radek Čech - Autobusová doprava a ČSAD JIHOTRANS. Autobusy jezdí ve směrech České Budějovice, Jindřichův Hradec, Telč, Třebíč, Brno, Dačice, Blažejov, Kunžak, Strmilov, Studená, Nová Říše, Želetava, Praha a Jihlava. Obcí prochází cyklistické trasy č. 1113 z Javořice do Částkovic, č. 5021 ze Lhotky do Olší a modře značená turistická trasa z hradu Štamberk do Dobré Vody.

## Školství, kultura a sport
Základní škola a Mateřská škola Mrákotín je příspěvková organizace zřizovaná městysem Mrákotín. Mateřská škola má kapacitu 32 dětí a základní škola 75 žáků. Škola má pouze 1.–4. ročník. Na druhý stupeň základní školy děti dojíždějí do Telče. Sídlí zde knihovna.
Působí zde Sbor dobrovolných hasičů Mrákotín. Sportovní klub Mrákotín hraje v sezoně 2014/2015 fotbalovou III. třídu mužů v okrese Jihlava. U městyse se nachází Lyžařské sjezdovky Mrákotín, s.r.o. Dále tu funguje Myslivecké sdružení Mrákotín – Jasanky, Moravský rybářský svaz, Místní asociace sportu pro všechny v Mrákotíně a Mrákotínské baletky.

## Pamětihodnosti
- Kostel svatého Jiljí
- Hřbitovní kaple svatého Františka Serafínského
- Kovárna z roku 1793 (technická památka), dnes restaurace
- Kašna z roku 1813 na náměstí
- Zatopený lom V Hoře
- Kamenolomy v okolí Mrákotína (technická památka)

## Osobnosti
- František Bílkovský (1909–1998), akademický malíř, grafik a ilustrátor